# Gleno
Gleno é uma cidade de Timor-Leste, 58 km a sudoeste de Díli, a capital do país. Gleno é a capital do município de Ermera. É o centro comercial do distrito. O posto administrativo de Ermera possui 33 262 habitantes, mas a cidade de Gleno possui apenas 8 133 habitantes .

## Geografia
Gleno se localiza no suco de Riheu, a duas horas de carro de Díli. Em linha reta, a distância entre a capital do país e Gleno é de 25 km, mas como há uma cadeia de montanhas no caminho, a distância duplica. 

## História
No início de 1979, cerca de cem homens do exército indonésio de ocupação da antiga capital de município de Ermera e do suco de Ponilala vieram ao lugar onde hoje está a cidade de Gleno. Os militares indonésios forçaram os homens a limpar a área anteriormente desabitada, e em um campo limpo a nova cidade foi construída. Houve uma série de trabalhos forçados para a construção da cidade, e muitos trabalhadores que adoeciam eram mortos pelos soldados. A construção da cidade foi terminada em 1983, ainda com os militares no poder. As famílias dos operários foram também forçadas a mudar para Gleno. Por falta de serviços básicos, houve muitas mortes por fome. Até 1985, os moradores não podiam foram autorizados a circular livremente pela cidade.  Gleno sofreu muito durante os tumultos que aconteceram antes e depois do referendo da independência em 1999. Houve danos graves.   Também ali aconteceu o incidente mais grave do país durante a votação. Alemães observadores eleitorais relataram que milicianos pró-indonésios dispararam para o ar e atiraram pedras contra os eleitores. Duas pessoas ficaram feridas.

## Economia
A cidade está localizada na área produtora de café de Timor-Leste. Também há plantação de coqueiros e criação de peixes.

## Instalações Públicas

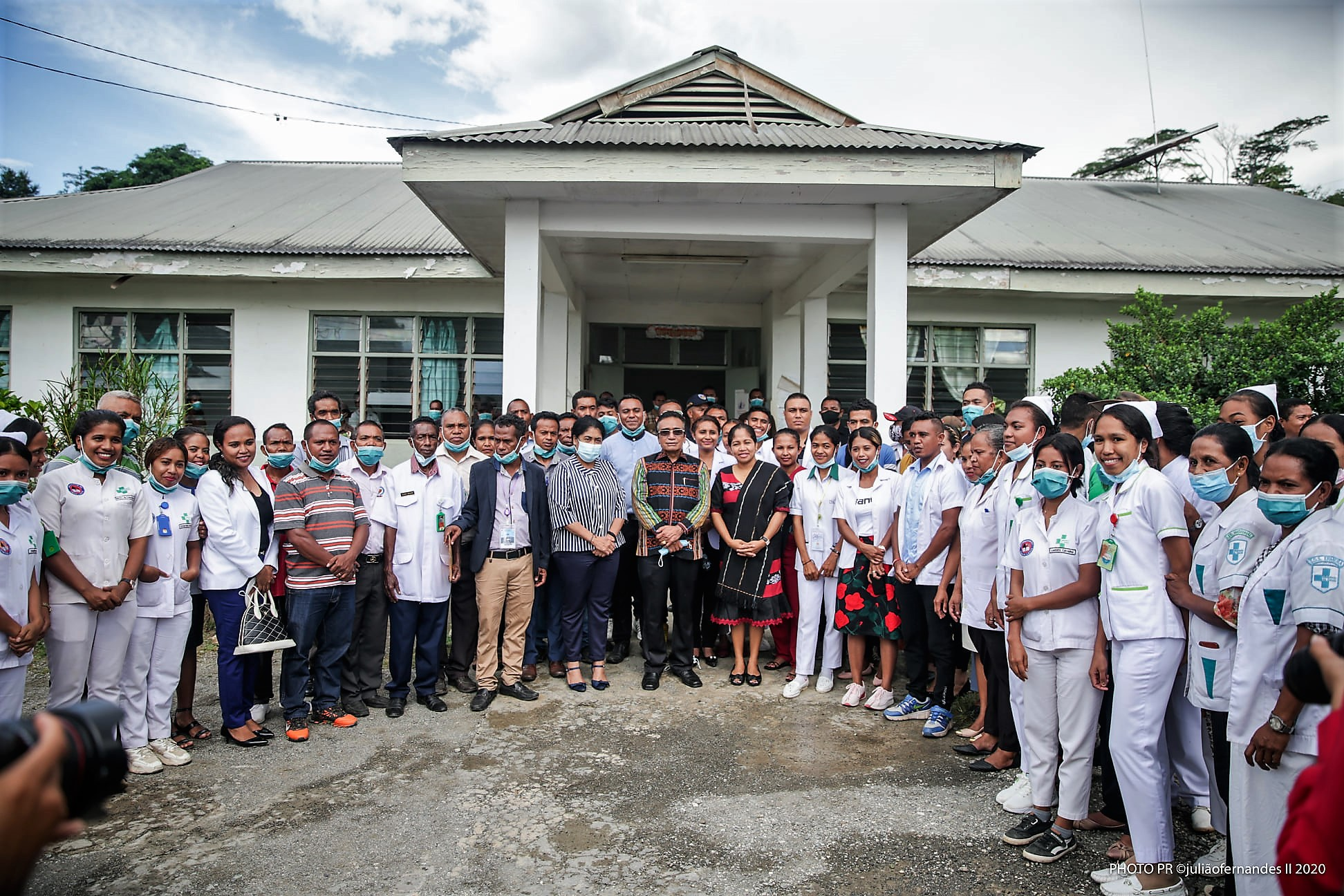
Assembleia

Na cidade existe uma escola primária (Escola Primária de Riheu), uma escola pré-secundária e duas escolas secundárias, a Nino Konis Santana Ensino Médio e a Escola Secundaria Gleno. Além disso, há uma delegacia de polícia, um heliporto, um centro de saúde comunitário   e um pequeno orfanato, além de um estádio de futebol, conhecido como Estádio do Café.

## Outros
Alfredo Reinado, que participou no Atentado de 11 de fevereiro de 2008 em Díli, cresceu em Gleno